# Арсалиев, Усман Байсагурович
Усма́н Байсагу́рович Арсали́ев (род. 3 июня 1967) — советский чеченский боксёр, бронзовый призёр чемпионатов СССР, мастер спорта СССР международного класса.

## Спортивные результаты
Единственный боксёр, который дважды выигрывал у 6-кратного чемпиона мира, 3-кратного олимпийского чемпиона Феликса Савона, причём нокаутом. В 1988 году на турнире в Сеуле Арсалиев нокаутировал Дэвида Туа.
- Чемпионат СССР по боксу 1988 года — ;
- Чемпионат СССР по боксу 1989 года — ;